# Pujo-le-Plan
Pujo-le-Plan – miejscowość i gmina we Francji, w regionie Nowa Akwitania, w departamencie Landy.
Według danych na rok 1990 gminę zamieszkiwało 527 osób, a gęstość zaludnienia wynosiła 28 osób/km² (wśród 2290 gmin Akwitanii Pujo-le-Plan plasuje się na 694. miejscu pod względem liczby ludności, natomiast pod względem powierzchni na miejscu 580.).